# Balgheim
Balgheim település Németországban, azon belül Baden-Württembergben. Lakosainak száma 1298 fő (2023. december 31.). Balgheim Böttingen, Dürbheim, Rietheim-Weilheim és Spaichingen községekkel határos.

## Népesség
A település népessége az elmúlt években az alábbi módon változott:
| Lakosok száma | 612  | 1176 | 1246 | 1248 | 1282 | 1290 | 1298 |
|               | 1975 | 2014 | 2017 | 2019 | 2021 | 2022 | 2023 |